# Bălușeni
Bălușeni là một xã thuộc hạt Botoșani, România. Dân số thời điểm năm 2002 là 5047 người.